# بخش پادنا
بخش پادنا یکی از بخش های شهرستان سمیرم در استان اصفهان ایران است.

## تقسیمات کشوری
- بخش پادنا 
  - دهستان پادنا سفلی
  - دهستان پادنا وسطی

شهرها: کمه

## مردم
بجز یک روستا مردم منطقه را لر جنوبی تشکیل می‌دهند.

## جمعیت
براساس سرشماری عمومی نفوس و مسکن در سال ۱۳۹۵، جمعیت بخش پادنا برابر با ۱۳،۶۹۶ نفر بوده‌است.